# Oldenburg (Schiff, 1886)
Die Oldenburg war das erste in Deutschland aus Stahl gebaute Schiff, ein von vornherein ohne Segeltakelage konstruiertes und für den Küstenschutz konzipiertes Panzerschiff der Kaiserlichen Marine.

## Bau und technische Daten

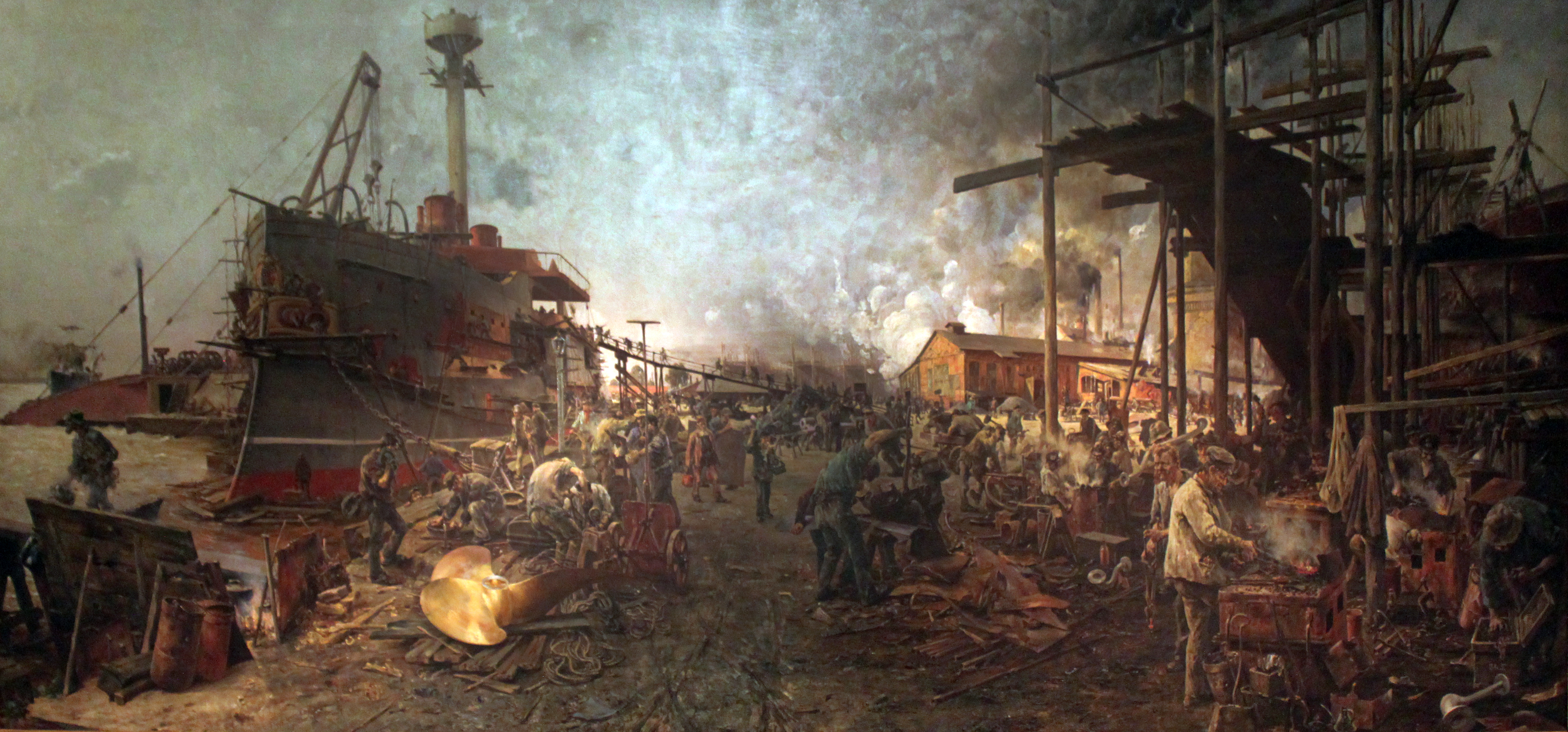
Carl Hochhaus: Bau der Oldenburg auf der Werft Vulcan, 1886, Deutsches Historisches Museum

Die Oldenburg lief am 20. Dezember 1884 bei der AG Vulcan in Stettin vom Stapel. Die Taufe vollzog der Erbgroßherzog von Oldenburg, der spätere Großherzog Friedrich August. Nach den Panzerkorvetten Sachsen, Bayern, Baden, Württemberg und Hansa (für die Hansestädte Hamburg, Bremen und Lübeck) war nun auch das Großherzogtum in der Marine symbolisch vertreten. Die Oldenburg war ein Kasemattschiff von 80 m Länge, 18 m Breite, 6,3 m Tiefgang und 5250 Tonnen Wasserverdrängung, bewaffnet mit acht 24-cm- und zwei 8,7-cm-Ringkanonen. Es war das erste ganz in Stahl hergestellte Kriegsschiff in Deutschland.
Sechs der acht 24-cm-Geschütze befanden sich in der gepanzerten Kasematte, wobei das jeweils vordere und hintere Geschütz auf jeder Seite durch Einziehungen im Schiffskörper auch nach voraus bzw. achteraus feuern konnte. Die restlichen beiden schweren Geschütze standen in der Breitseite auf dem Oberdeck über der Kasematte. Die Höchstgeschwindigkeit des Schiffs lag bei 13,8 Knoten, die Besatzung zählte 389 Mann.

## Geschichte

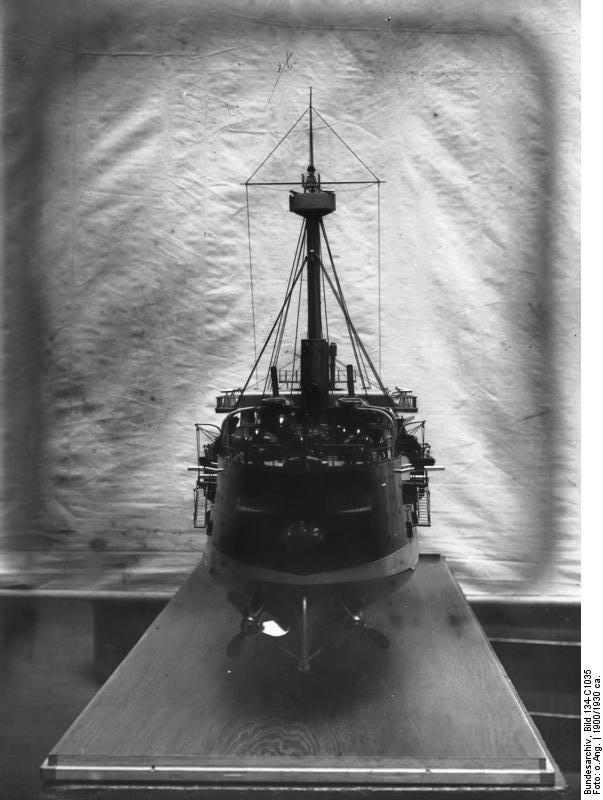
Modell der Oldenburg

Das Schiff, wegen seiner klobigen Form in der Marine „Bügeleisen“ genannt, war schon bei seiner Fertigstellung veraltet, verfügte aber über relativ gute Seeeigenschaften. Seine Dienstzeit in der Flotte wurde ständig durch Außerdienststellungen unterbrochen. Da es aufgrund ihres begrenzten Aktionsradius von nur 800 sm für den Dienst in Übersee nicht geeignet war, versah es meist Wachdienst, zuerst vor Kiel und dann vor Wilhelmshaven. Im August 1889 war es Teil eines Geschwaders, mit dem der junge Kaiser Wilhelm II. Großbritannien besuchte; bei der Parade des Geschwaders in Spithead war auch die Großmutter des Kaisers, Königin Victoria von Großbritannien, anwesend. Beim Jahreswechsel 1891/92 kam es auf der Oldenburg zu tätlichen Auseinandersetzungen unter der Besatzung, die kriegsgerichtlich geahndet wurden.
1897 sah die Panzerkorvette, inzwischen als Panzerschiff III. Klasse klassifiziert, ihren größten Einsatz. Aufgrund eines allgemeinen Schiffsmangels in der Kaiserlichen Marine wurde sie während der griechisch-türkischen Auseinandersetzungen um Kreta – die mehrheitlich christliche Bevölkerung hatte sich gegen die osmanisch-türkische Herrschaft auf der Insel erhoben und forderte den Anschluss an Griechenland – ins Mittelmeer entsandt. Schon in der Biskaya gingen ihr die Kohlen aus, so dass der spanische Hafen El Ferrol angelaufen werden musste. Für ihre Aufgabe auf Kreta – Repräsentation einer Großmacht – war sie aufgrund ihrer Größe und ihrer Konstruktion wenig geeignet, da die anderen Seemächte (Großbritannien, Frankreich, Österreich-Ungarn, Russland und Italien) Linienschiffe entsandt hatten. Am 7. Januar 1898 schiffte die Oldenburg zusammen mit den Einheiten der anderen Großmächte im Hafen von Kanea in der Souda-Bucht ein Landungskorps zum vorgeblichen Schutz deutscher Interessen aus. Doch schon im März beschloss die Reichsregierung, sich aus den „griechischen Querelen“ zurückzuziehen, und das Schiff wurde zurückberufen.
Auf der Rückreise wurde die Oldenburg, wiederum aufgrund des Schiffsmangels in der Kaiserlichen Marine, überraschend nach Lissabon detachiert, wo die 400-Jahr-Feier zur Entdeckung des Seewegs nach Indien durch Vasco da Gama 1498 zelebriert wurde. Bei einer internationalen Bootsregatta der in Lissabon versammelten Marineeinheiten gewannen zwei Kutter der Oldenburg den ersten Platz, was dem Schiff am 17. Mai 1898 einen Besuch des portugiesischen Königs Karl I. und ein Belobigungstelegramm Kaiser Wilhelm II. einbrachte.
Zurück in Deutschland, strandete die Oldenburg am 22. März 1899 in einem Schneesturm vor Bülk und konnte erst nach Abgabe der Geschütze und Munition freigeschleppt werden. Am 23. April des gleichen Jahres wurde sie in Wilhelmshaven wieder außer Dienst gestellt – diesmal für immer. Nach der endgültigen Außerdienststellung am 13. Januar 1912 diente sie als Zielschiff. Dabei strandete sie im Mai 1913 während eines Sturms in der Flensburger Förde. Unklar ist, wann sie dort wieder freigeschleppt wurde, jedenfalls wurde die Hulk im Laufe des Jahres 1919 in Wilhelmshaven abgewrackt.

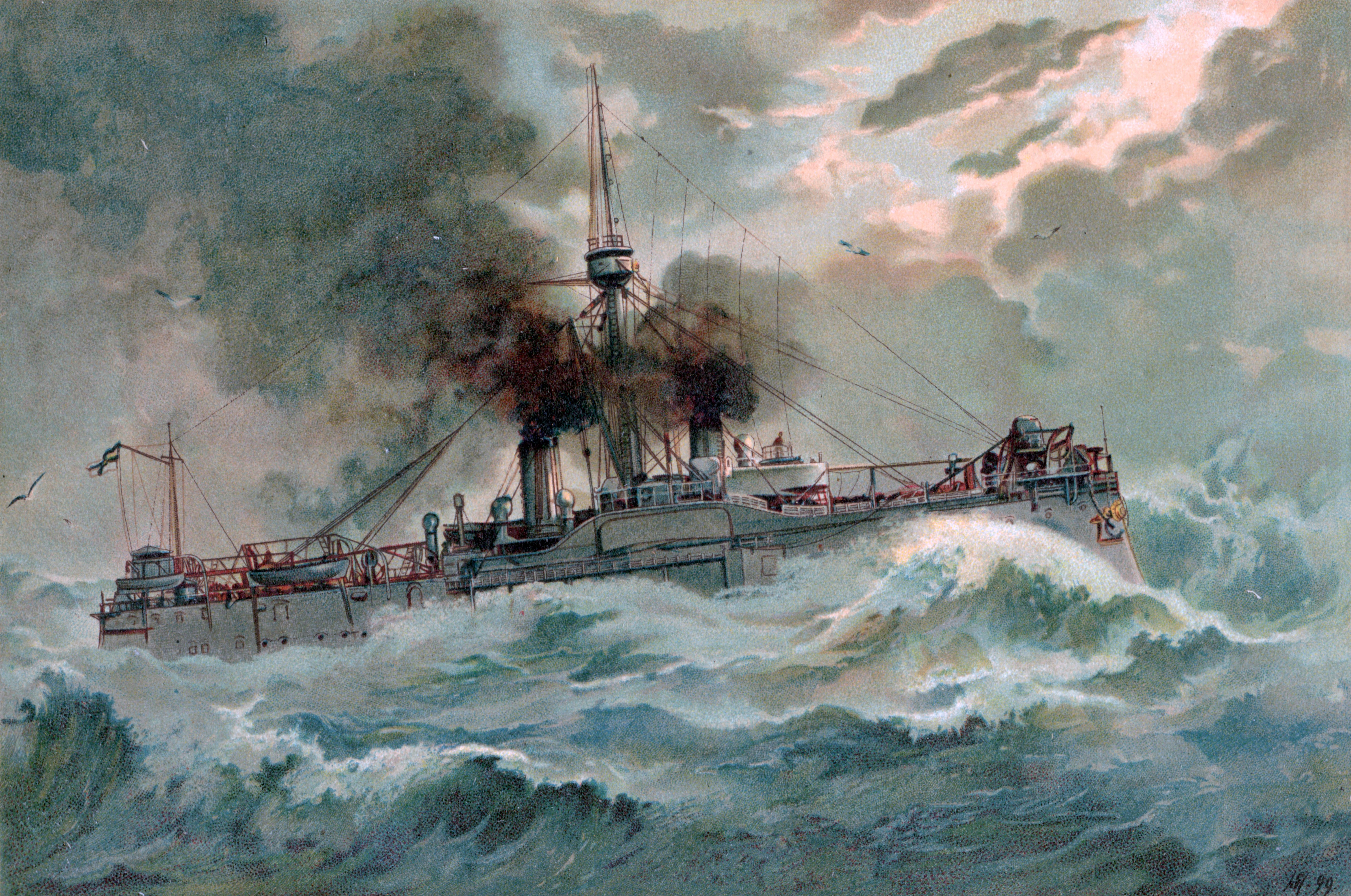
Künstlerische Darstellung der Oldenburg von Hugo Graf

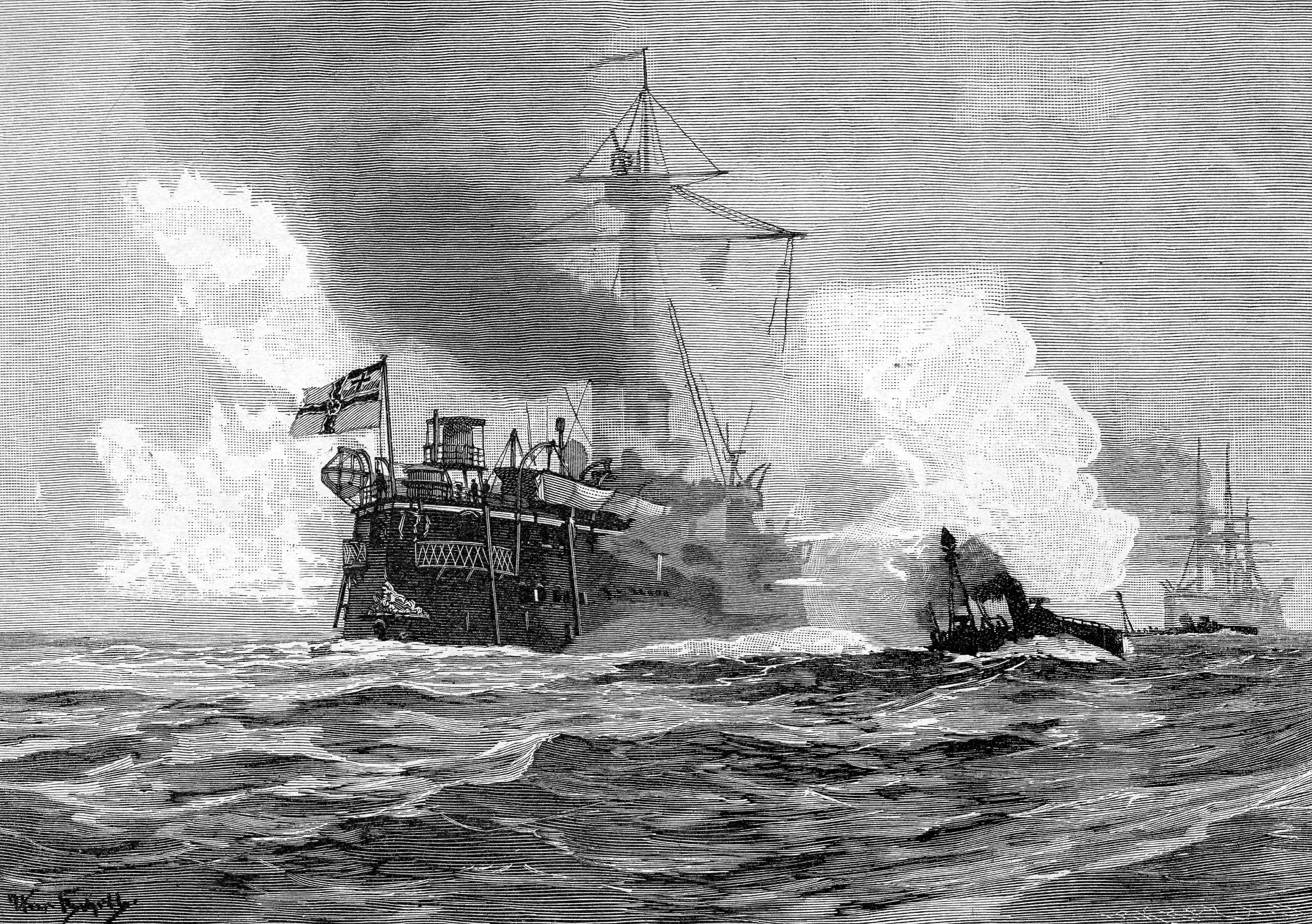
Panzerschiff Oldenburg als Reservelinienschiff. Darstellung von Hans Bohrdt um 1900.

Die Oldenburg war aufgrund ihrer eigenartigen Konstruktion eine Art Unikum im Schiffbau. 1998 machten sich der Marinemaler Olaf Rahardt aus Rudolstadt und der Modellbauer Günther Seher aus Osnabrück an eine Rekonstruktion der Panzerkorvette. Es entstanden ein Ölgemälde und ein gut ein Meter langes Modell der Oldenburg, das sie in ihrem ursprünglichen schwarz-gelben Anstrich zeigt.

## Kommandanten
(in den Zwischenperioden war das Schiff außer Dienst gestellt)
| Mai bis September 1886                    | Kapitän zur See Karl Eduard Heusner                        |
| September bis Dezember 1886               | Korvettenkapitän Max Plüddemann                            |
| Mai bis Oktober 1887                      | Kapitän zur See Wilhelm Stubenrauch                        |
| Mai 1889                                  | Kapitän zur See Franz Kuhn                                 |
| Mai bis September 1889                    | Kapitän zur See Ernst Aschmann                             |
| 11. September 1889 bis 21. September 1891 | Korvettenkapitän/Kapitän zur See Friedrich von Wietersheim |
| 22. September 1891 bis 3. August 1892     | Kapitän zur See Alfred Herz                                |
| Oktober 1897 bis April 1899               | Korvettenkapitän/Kapitän zur See Bernhard Wahrendorff      |